# Parafia św. Judy Tadeusza w Gdańsku
Parafia pw. Świętego Judy Tadeusza Apostoła w Gdańsku – parafia rzymskokatolicka usytuowana w Gdańsku. Należy do dekanatu Gdańsk-Łostowice, który należy z kolei do archidiecezji gdańskiej.
Obecnym proboszczem parafii jest ks. prał. dr Łukasz Idem.

## Historia
- 2 lutego 1983 – ustanowienie parafii[1]